# Tipula transcaspica
Tipula transcaspica är en tvåvingeart som beskrevs av Evgenyi Nikolayevich Savchenko 1954. Tipula transcaspica ingår i släktet Tipula och familjen storharkrankar.
Artens utbredningsområde är Turkmenistan. Inga underarter finns listade i Catalogue of Life.